# Naiver Realismus
Naiver Realismus (auch Klassischer Realismus, direkter Realismus oder Common-Sense-Realismus nach engl. common sense realism) ist eine bestimmte Position in der philosophischen Erkenntnistheorie, genauer der Theorie der Wahrnehmung. Ihr zufolge sind die Dinge im Wesentlichen so, wie sie uns erscheinen. Die gelbe Farbe etwa kommt einem Gegenstand selbst zu und ist kein Effekt unserer Wahrnehmung. Bildlich gesprochen nimmt der Wahrnehmende eine passiv-rezipierende Rolle ein, während sich die wahrzunehmenden Dinge gleichsam aufdrängen.

## Naiver Realismus im 20. und 21. Jahrhundert
Zu Beginn des 20. Jahrhunderts wurde in der Philosophie der Naive Realismus kaum vertreten, da u. a. Bertrand Russell in der Nachfolge von Berkeley und Hume überzeugend wirkende Argumente gegen ihn geliefert hatte.
Varianten des Naiven Realismus wurden u. a. von John Dewey, William James, Austin, Searle, John McDowell, teilweise auch von Husserl, Wittgenstein und Putnam vertreten.
Searle spricht dabei von einem genetischen Fehlschluss: So seien viele Konstruktivisten der Ansicht, dass eine kausale Erklärung für die Genese von Wahrnehmung, die komplizierte Gehirnprozesse beschreibt, den Naiven Realismus widerlege. Aber: „Aus der Tatsache, dass unsere Erkenntnis/Vorstellung/Bild der Wirklichkeit von menschlichen Gehirnen in menschlichen Interaktionen konstruiert wird, folgt nicht, dass die Wirklichkeit, von der wir Erkenntnis/Vorstellung/Bild haben, von menschlichen Gehirnen in menschlichen Interaktionen geschaffen worden ist. (Es gibt darüber hinaus ein Problem mit den menschlichen Gehirnen und den menschlichen Interaktionen selbst. Sollen auch sie durch menschliche Interaktionen konstruiert worden sein?) Der Schluss aus der kollektiven neurophysiologischen kausalen Erklärung unserer Erkenntnis der externen Welt auf die Nichtexistenz der Außenwelt ist einfach nur ein Non sequitur, ein genetischer Fehlschluss.“
George Edward Moore wird in der neuen Philosophie oft als prominenter Vertreter der Strömung genannt; er fasst den Naiven Realismus so auf: „Ich kann jetzt z. B. beweisen, dass zwei menschliche Hände existieren. Wie? Indem ich beide Hände hochhebe, mit der rechten Hand eine bestimmte Geste mache und sage: ‚Hier ist eine Hand‘ und dann hinzufüge, wobei ich mit der linken Hand eine bestimmte Geste mache, ‚Hier ist noch eine‘. Und wenn ich, indem ich dies tue, ipso facto die Existenz von Außenbedingungen bewiesen habe, werden Sie alle einsehen, dass ich es auch auf eine Vielzahl von anderen Weisen tun kann; es ist überflüssig, noch weitere Beispiele anzuhäufen.“